# Kiwity (Ermland-Mazurië)
Kiwity (Duits: Kiwitten) is een dorp in het Poolse woiwodschap Ermland-Mazurië, in het district Lidzbarski. De plaats maakt deel uit van de gemeente Kiwity en telt ruim 400 inwoners.

## Geschiedenis

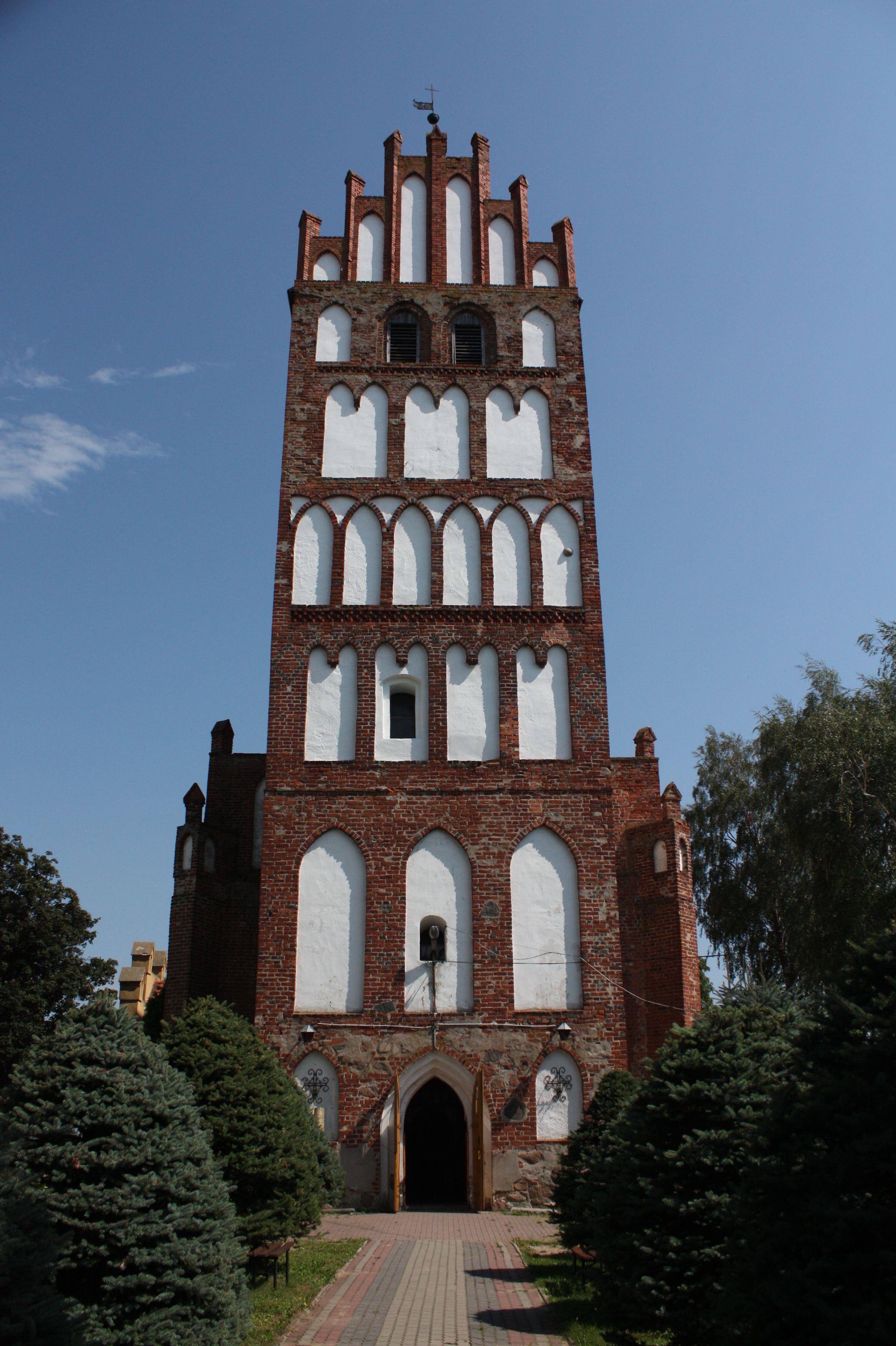
de monumentale Petrus en Pauluskerk, gebouwd in de 14e eeuw op een fundering van zwerfkeien

Im de 13e eeu viel de regio onder de macht van de Duitse Orde. Het dorp werd in 1308 gesticht In een oorkonde uit 1310 heet de nederzetting Knawitten.
Na de tweedeling van de Duitse Ordestaat met de Tweede Vrede van Thorn in 1466 viel het dorp onder het vorstendom Ermland, dat zich onder de Poolse kroon stelde. Met de eerste Poolse deling van 1772 kwam Kiwitten onder Koninkrijk Pruisen. In 1789 werd in Kiwitten als " koninklijk dorp" een kerk, een molen onder het Kulmer Recht en 43 haarden (huishoudens) opgetekend. 

In 1945 behoorde Kiwitten tot het toenmalige district Heilsberg in het Regierungsbezirk Koningsbergen, in de provincie Oost-Pruisen van het Duitse Rijk. Tegen het einde van de Tweede Wereldoorlog werd het gebied bezet door het Rode Leger, waarna het gebied onderdeel werd van Polen.

## Demografie
| jaar | inwoners | opmerkingen                                  |
| ---- | -------- | -------------------------------------------- |
| 1816 | 278      | [ 4 ]                                        |
| 1858 | 342      | van wie 1 Evangelisch en 341 Rooms-Katholiek |
| 1910 | 438      | [ 6 ]                                        |
| 1933 | 483      | [ 7 ]                                        |
| 1939 | 434      | [ 7 ]                                        |
| 1998 | 438      | [ 8 ]                                        |
| 2006 | 500      | [ 9 ]                                        |
| 2011 | 409      | [ 10 ]                                       |

## Sport en recreatie
- Door deze plaats loopt de Europese wandelroute E11. De E11 loopt van Den Haag naar het oosten, op dit moment de grens Polen/Litouwen. Ter plaatse komt de route van het westen van Lidzbark Warmiński via Stoczek Klasztorny en vervolgt in oostelijke richting naar Sułowo.